# Kuthiathode
Kuthiathode es una ciudad censal situada en el distrito de Alappuzha en el estado de Kerala (India). Su población es de 23669 habitantes (2011). Se encuentra a 36 km de Alappuzha y a 20 km de Cochín.

## Demografía
Según el censo de 2011 la población de Kuthiathode era de 23669 habitantes, de los cuales 11483 eran hombres y 12186 eran mujeres. Kuthiathode tiene una tasa media de alfabetización del 93,40%, inferior a la media estatal del 94%: la alfabetización masculina es del 95,80%, y la alfabetización femenina del 91,09%.